# Анаконда (фильм, 2024)
«Анаконда» (кит. 狂蟒之灾, англ. Anaconda) — китайский приключенческий фильм ужасов 2024 года режиссёров Хешэн Сяна и Цюляна Сяна. Это шестая часть серии фильмов «Анаконда», а также ремейк одноименного фильма 1997 года. В фильме снимались Нита Лэй, Теренс Инь, Пол Че и Синчен Ван.

## Сюжет
Группа артистов цирка, направляясь к месту, которое, по их мнению, является новым местом выступления, застревает в густом тропическом лесу после того, как лодка, на которой они плыли, и капитан, идущий впереди, были съедены и уничтожены анакондой. Их пути пересекаются со смертоносным браконьером, охотящимся на анаконду, который понимает, что теперь у него может быть достаточно наживки, чтобы поймать ее. Но, будучи артистами цирка, у них есть в запасе несколько приемов выживания.

## В ролях
- Нита Лей

- Теренс Инь

- Пол Че

- Синчен Ван

- Ван Ган

- Ван Цзы Ран

- Сюй Шао Ханг

- У Хао

## Выпуск
Фильм был выпущен в прокат в Китае 1 марта 2024 года. Его будет распространять в США компания Columbia Pictures.

## Будущее
В январе 2020 года Sony Pictures объявила о разработке перезагрузки, сценаристом которой станет Эван Догерти. В 2023 году было объявлено, что режиссёром фильма станет Том Гормикан.